# Tur Abdin
Tur Abdin – górzysty region w południowo-wschodniej Turcji, w prowincjach Mardin i Sirnak, na zachód od Tygrysu, na granicy z Syrią. Zaludniony przez syryjskich prawosławnych, posługujących się nowoaramejskim dialektem turoyo. Głównym miastem jest Midyat.

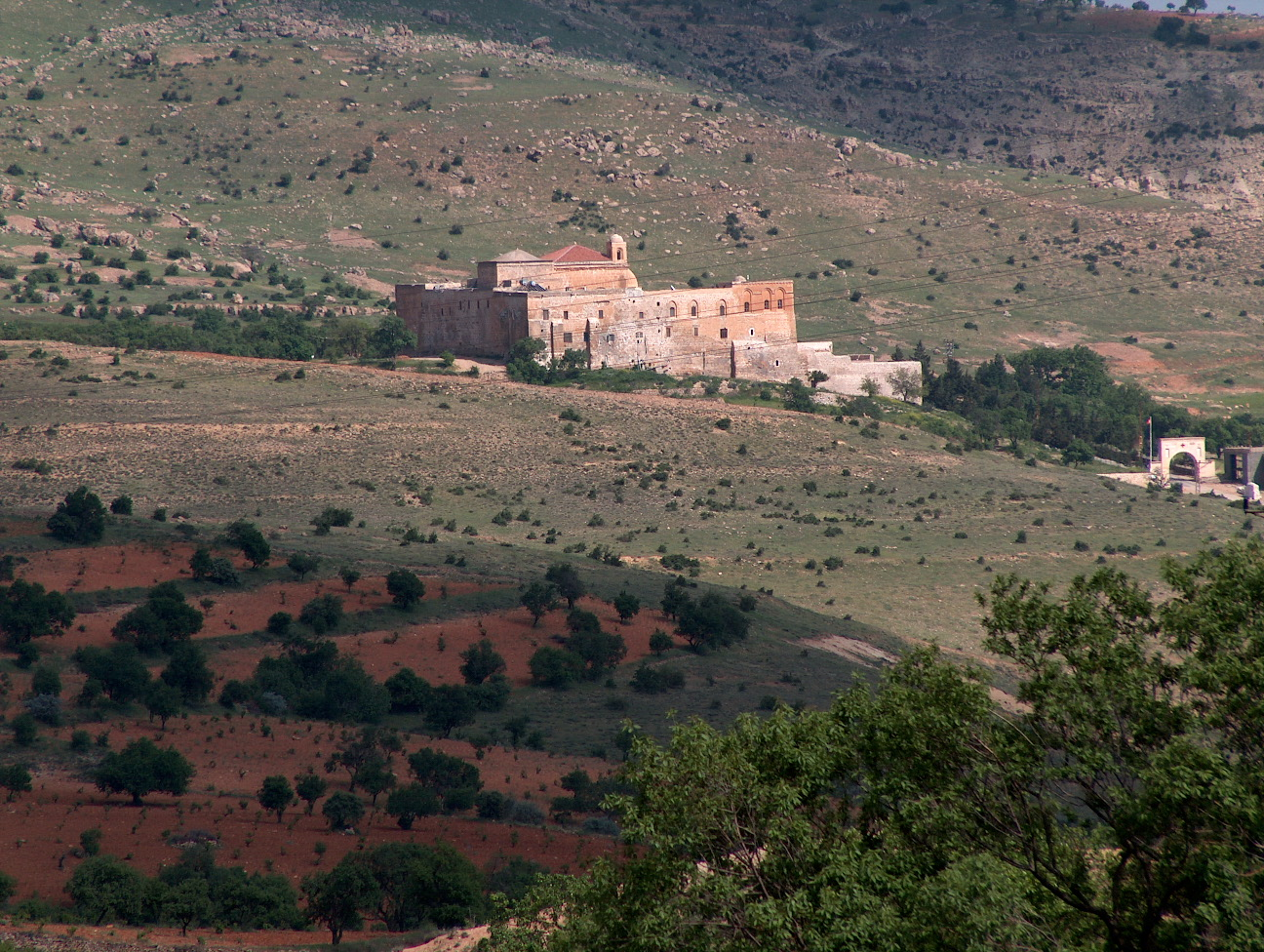
Klasztor Mor Hananyo

W starożytności zasiedlany przez Akkadyjczyków, Hetytów, Asyryjczyków i Aramejczyków. Chrześcijaństwo rozprzestrzeniło się w I w. Od IV do VII w. region stanowił granicę między Bizancjum a perskim imperium Sassanidów. Po 640 opanowany przez Arabów, później Seldżuków. Zniszczony przez Timura Chromego w 1400. 
Na przełomie XIX i XX w. liczne prześladowania miejscowej ludności przez armię osmańską (potem turecką) i bandy kurdyjskie, szczególnie w 1915 – roku rzezi Ormian. Wówczas rozpoczął się trwały exodus chrześcijan do Syrii, Libanu, Iraku, USA, Europy i Australii. Obecnie w Tur Abdin zamieszkuje jedynie ok. od 3000 do 5000 syryjskich chrześcijan.
W regionie znajduje się wiele monasterów, w tym najbardziej znany Mor Hananyo, założony w 493, który w latach 1160–1932 był siedzibą patriarchy syryjskiego kościoła prawosławnego. Ponadto monaster Mor Gabriel powstały w 397 – najstarszy funkcjonujący klasztor syryjskiej ortodoksji, siedziba biskupa Tur Abdin. We wsi Hah znajduje się kościół pw. Świętej Dziewicy, według tradycji będący najstarszą świątynią chrześcijańską na świecie.